# Ooencyrtus guamensis
Ooencyrtus guamensis är en stekelart som beskrevs av David Timmins Fullaway 1946. 
Ooencyrtus guamensis ingår i släktet Ooencyrtus och familjen sköldlussteklar. Inga underarter finns listade i Catalogue of Life.